# 1,1-difluoretheen
1,1-difluoretheen of vinylideenfluoride is een onverzadigde, gefluoreerde koolwaterstof. Het is een kleurloos, ontvlambaar gas. Het is 2,2 keer zwaarder dan lucht. Het kan met lucht explosieve mengsels vormen. Het wordt verkocht en getransporteerd in drukhouders als vloeibaar gemaakt gas.
De kritische temperatuur van het gas ligt rond 30 °C en de kritische druk rond 4,43 MPa.

## Synthese
De productie van de stof gebeurt meestal door pyrolyse, dit is de splitsing bij hoge temperatuur, van 1-chloor-1,1-difluorethaan in 1,1-difluoretheen en HCl.
1,1-Difluor-1-chloorethaan kan op verschillende wijzen geproduceerd worden:
- door chlorering onder invloed van licht van 1,1-difluorethaan tot 1-chloor-1,1-difluorethaan en HCl[1]
- door 1,1,1-trichloorethaan en/of 1,1-dichloor-1-fluorethaan te reageren met HF[2]

## Toepassingen
De stof is het monomeer voor het polymeer polyvinylideenfluoride en voor copolymeren, onder meer met hexafluorpropeen.